# 상황적 리더십 이론
상황적 리더십 이론(狀況的 - 理論, 영어: situational leadership theory) 또는 상황적 리더십 모델(狀況的 - , 영어: situational leadership model)은 리더십 스타일을 부하직원에 맞춰 변화시켜야 한다는 이론 혹은 모델이다.

## 배경
상황적 리더십이 나오기 전 초기 리더십 연구는 대부분 리더 고유의 특성이론과 행동이론에만 집중되었다. 리더십의 유효성은 리더의 육체적, 지성적, 인성적 특성 이나 적절한 행동에 따라 나타나며 리더가 이러한 특성을 가지고 있거나 부하직원에게 적절한 행동을 하면 효과적인 리더십을 보인다는 것이다. 따라서 특성이론이나 행동이론의 연구자들은 모든 상황에서 적용 가능한 보편적인 리더십이 존재한다고 믿었다. 그러나 특성이론이나 행동이론은 특정상황에서는 효과적이지만 또 다른 상황에서는 효과적이지 못한다는 한계가 드러나면서 연구자들 사이에서 리더십은 리더의 보편적인 특성과 행동을 넘어서는 것이라는 의문과 함께 상황적 요소에 대한 연구가 진행되었다.
버크(Alreigh A. Burke)는 리더가 직면하는 여러 가지 상황 속에서 어떠한 방식으로 해결책을 찾는지 연구했고 칼라일(Carlisle)은 리더가 직면하는 모든 상황을 초월하는 최상의 리더십 스타일은 존재하지 않는다고 주장했다. 그리고 챔피(James Champy)는 융통성 있고 여러 가지 다양한 수단에 의지하는 조직이 생존할 가능성이 높다고 주장하였다. 이들의 주장에는 기존의 특성이론과 행동이론이 암시했던 모든 상황을 초월하는 보편적인 리더십 스타일은 존재하지 않는다는 것을 전제하고 있었다. 그리하여 효과적인 리더십은 상황에 따라 다르다고 보는 상황이론이 등장하게 되었다. 상황이론은 리더 자체에 연구의 초점을 두는 것이 아니라, 리더가 직면한 상황에 연구 초점을 두는 방식으로 접근하였다.
허시(Paul Hersey)와 블랜차드(Ken Blanchard)는 이러한 접근을 통해 리더십의 생명주기 이론을 만들었다. 이들은 과업지향성과 관계지향성이라는 리더이론의 전통적인 요소를 사용하여 상황적 리더십을 만들었는데, 과업지향적 행동과 관계 지향적 행동은 다음과 같이 표로 정리 될 수 있다.
리더십의 생명주기 이론은 그 근원을 레딘(Reddin,1967)의 3차원 관리스타일 이론(3-dimensional management style theory)에 기초하고 있다. 레딘의 이론에 따르면 관리자의 스타일(전제적, 사명제시적, 직무 유기적)이 관리자 혹은 관리자가 지휘 감독하는 집단이 직면한 상황과 일치할 때 효과성이 극대화 된다. 그러나 레딘의 이론은 구체적으로 상황 변수를 제시하지 못하였지만 허시와 블랜차드는 리더십의 생명주기 이론에서 부하직원의 성숙도를 상황변수로 제시 하였다.

### 초기 이론
허시와 블랜챠드는 리더십 생명주기 이론(life-cycle theory of leadership)을 발표하였는데 해당 이론은 상황적 리더십 이론의 초기 이론이다. 허시와 블랜차드는 리더십의 효과성을 설명하기 위해 리더행동을 과업지향성과 관계지향성으로 나누고 각각의 특성을 부하직원의 성숙도에 따라 조사했다. 이론의 중심적 규칙은 부하직원의 성숙도가 증가할수록(또는 시간이 지날수록), 효과적인 리더의 행동에 과업지향성, 관계지향성은 감소한다는 것이다. 부하직원의 생애초기(재직 초기라고 이해)에는 관계지향 필요는 낮고, 과업지향은 높은 것이 이상적이다. 부하직원이 초기를 지나 조금 더 성숙해지면 리더의 관계지향적 지원은 더 필요로 하는 반면에 과업지향 정도는 감소한다. 부하직원의 성숙도가 일정 단계를 넘어서면, 관계지향적, 과업지향적 필요는 둘 다 감소하게 된다. 즉 부하직원이 높은 성숙도에 이르게 되면, 관리자(리더)의 행동이 과업적이든 관계적이든 부하직원의 효과적인 과업 수행에는 방해가 될 뿐이라는 것이다. 허시와 블랜차드는 이 생명주기 이론에서 부하직원의 성숙도를 좀더 구체적으로 높음, 중간, 낮음으로 단계별로 구분하고 각 상황마다 리더십 스타일을 정의해 상황적 리더십이론으로 발전시켰다.

### 인물 소개
허시는 저명한 교수였다. 리더십 연구에 있어 노바 남동부 대학 저명한 교수였다. 그는 북부 일리노이 대학, 캘리포니아 주립 대학, 치코, 아칸소 대학과 오하이오 대학의 교수진 멤버였다. 허시는 Symlog 주최 샌디에고의 Alliant 국제 대학 Isolobella 강의 시리즈에 기여했다. 그는 매사추세츠 애 머스트 대학에서 교육 박사, 아칸소와 시카고 대학에서 MBA 학위 및 학사 시튼 홀 대학에서 학위 등 다양한 기관에서 학위를 받았다. 허시와 켄 블랜차드가 그 아홉 번째 판에 지금 조직 행동, 경영을 발표했다. 허시의 작품인 행동 과학 접근법 (인적 자원, 효과적인 리더십과 판매를 통해 조직의 변화를 활용)은 조직 행동의 관리를 포함했다.
켄 블랜차드(Ken Blanchard)는 경영 관리와 리더십 분야의 권위자이며, 켄이란 애칭으로 잘 알려진 작가이자 유명한 연설가이다. 비즈니스 컨설턴트로서, 포춘지 선정 500대 기업 뿐 아니라 전 세계적으로 수많은 회사와 그 직원들에게 새로운 리더십과 동기 부여 이론을 강연했다. 현재 매사추세츠대학교 경영학과 교수로 있으며 켄블랜차드컴퍼니의 회장이고 경영 컨설턴트로서도 활동하고 있다. 그는 코넬대 행정학, 철학 학사, 콜게이트 대학 사회학 석사, 코넬대 교육행정학 박사학위를 받았다. 또한 켄은 켄 블랜차드 기업의 주된 정신적 경영자이다. 켄 블랜차드 컴퍼니는 그가 아내 마지 블랜차드와 함께 1979년 캘리포니아 샌디에고에 설립한 국제 경영 양성과 컨설팅을 위한 기업이다. 그의 가장 유명한 저서 중, 스펜서 존슨과 공동으로 집필한 『1분 경영』은 천만부 이상이 팔렸고 25개 언어로 번역된 베스트 셀러이다. '유능한' 경영자를 찾아 길을 떠나는 한 젊은이가 '1분 경영자'를 만나 그로부터 1분 경영법을 사사받고, 이후 자신 역시 1분 경영자가 돼 가는 과정을 그리고 있는 책으로 '1분'이라는 상징적 시간을 통해 경영자가 진짜로 해야 할 일이 무엇인지 말해주고 있다. 80년대 미국기업의 부흥을 이뤄낸 경영서의 고전이다. 사람을 통해서만 일을 이뤄낼 수 있다는 경영의 기본 원칙과 회사에 소속된 자로서 생산성 향상이라는 목적을 실현해야 한다는 또 다른 원칙을 동시에 강조하면서 이 일을 해내는데 그리 많은 시간이 요구되지 않다는 사실을 보여준다.

## 부하직원의 성숙도 (M)
상황변수는 초기에 부하의 성숙도(Maturity, 1977)로 측정하였고, 그 이후 발달단계(Development level, 1985), 준비성(Readiness, 1988)등으로 수정 및 보완되었다. 이러한 상황변수의 명칭은 비록 다르지만 능력과 의지 측면에서 바라본 초기 상황변수인 성숙도 개념과 크게 다르지 않다. 따라서 상황적 리더십이론을 부하의 성숙도를 중심으로 설명하여도 무방하다고 볼 수 있으며 편의상 아래의 설명에서 부하의 성숙도를 M으로 통합하여 설명한다.
부하의 성숙도는 부하의 과업관련 기술 및 지식을 의미하는 직무성숙도와 부하의 자신감 및 자존심을 의미하는 심리적 성숙도를 포함한다. 성숙도가 높은 부하는 자신이 수행하는 과업에 대한 능력과 자신감 모두를 갖고 있으며, 이런 사람은 많은 책임을 떠맡고, 달성 가능한 범위 내에서 비교적 수준이 높은 목표를 설정하고 이를 달성하기 위해 지속적으로 노력하는 경향을 보인다. 반면 성숙도가 낮은 부하는 능력과 자신감 둘 다 부족한 사람이다.
부하의 성숙도는 부하의 특정과업에 대해서만 측정되는 것이다. 이는 부하의 성숙도뿐만 아니라 발달단계나 준비성 등으로 발전해온 상황변수 모두에게 해당되는 부분이라고 할 수 있는데, 부하가 수행하는 과업에 따라 성숙도는 매번 다르게 나타날 수 있다. 그러므로 성숙도는 부하의 개인적 특성이 아닌 일시적 성격인 것이다. 따라서 전반적인 부하의 성숙도와는 무관한 성격을 가지고 있는 것이다.
상황적 리더십 이론에 의하면 부하의 성숙도 수준이 리더 행동의 수준을 결정한다. 즉, 부하의 성숙도에 따라 리더십 스타일의 유효성이 달라지는 것이다. 부하의 성숙도가 최저수준에서 적정수준까지 증가함에 따라, 리더는 관계 지향적 행동은 증가시키고 과업 지향적 행동은 감소시켜야 한다. 부하의 성숙도가 적정수준을 넘어 더 증가하게 되면, 리더는 과업 지향적 행동을 지속적으로 감소시키면서 관계 지향적 행동도 감소시켜야 한다. 부하의 성숙도는 능력과 의지의 두 가지 변수의 함수로써 표현되며, 이에 따라 4가지 수준의 성숙도가 나타난다. 성숙도 수준을 표로 정리하면 다음과 같다.
- M1의 경우는 능력과 의지 모두 낮은 경우이다. 따라서 부하의 성숙도가 가장 낮은 단계로써 직무수행 능력도 없고 자발적으로 일을 하려고 하지 않는다.
- M2는 능력은 낮으나 의지는 높은 경우이다. 따라서 부하들은 필요한 직무를 수행하는 능력은 없으나 자발적으로 일을 하려고 하는 단계이다. 즉, 기본적인 동기부여는 되어 있으나, 적절한 기술이 부족한 중간정도의 성숙단계이다.
- M3단계의 경우 능력은 높으나 의지는 낮은 경우이다. 따라서 부하들은 리더가 원하는 직무를 수행할 능력은 가지고 있으나 자발적으로 일을 하려 하지 않는 중간정도의 성숙단계이다.
- M4단계는 능력과 의지 모두 높은 경우이다. 따라서 부하들은 리더가 요구하는 직무를 수행할 능력도 있고, 자발적으로 일을 하려고 하는 가장 높은 수준의 성숙도를 보여준다.[10]

## 리더십 스타일 (S)
리더의 행동은 직무지향적 행동(Directive Behaviour)과 관계지향적 행동(Supportive Behaviour)으로 구분된다. 이를 통하여 리더십 스타일(Leadership Style)은 4가지로 구분될 수 있다. 아래 표는 리더의 4가지 리더십 스타일을 도표화한 것이다.
- Directing (지시형) (S1): 직무 지향 행동이 높고(HD:High Directive) 관계 지향 행동이 낮은 영역(LS:Low Supportive)이다.
- Coaching (코치형) (S2): 직무 지향 행동과 관계 지향 행동이 높은 영역이다. (HD,HS)
- Supporting (지원형) (S3): 직무 지향 행동이 낮고(LD) 관계 지향 행동이 높은 영역(HS)이다.
- Delegating (위임형) (S4): 직무 지향 행동과 관계 지향 행동이 낮은 영역이다. (LD,LS)

이 4가지의 리더십 스타일에 대해서 더 구체적인 설명은 아래와 같다.

### 지시형 리더십 스타일
리더는 구체적인 지시와 명령을 내리고 업무 수행을 면밀하게 감독하는 리더십이다. 수행능력이 없고 정열과 의욕도 없는 사람에게는 지시형 리더십이 적합하다. 여기서 리더는 지시적 행동을 주로 하고 지원적 행동을 부수적으로 한다. 부하직원에게 업무의 목표가 무엇이고 업무 처리에 관한 좋은 방법을 이야기하며, 어떤 방법으로 업무를 완수할 수 있는지에 대한 계획도 세워주는 것이다. 리더가 혼자서 모든 문제를 해결하고 결정하며 부하직원은 리더의 결정에 따르는 것이다.

### 코치형 리더십 스타일
리더가 계속 지시와 명령을 내리고 업무 수행을 면밀하게 감독하지만, 결정 사항에 대해서는 설명하고 부하직원의 제안을 받아들여 전진할 수 있도록 원조하는 리더십이다. 수행능력은 부족하지만 의욕이 높은 사람에게는 코치형 리더십이 적합하다. 이런 사람에게는 자존심을 갖게 하기 위해 원조와 칭찬이 필요하며, 경우에 따라서는 경험을 보충할 수 있도록 감독이 필요하다. 지도형은 명령과 원조 모두를 포함하며, 상대방의 제안을 요구함으로써 일방통행이 아닌 쌍방향의 커뮤니케이션 방법을 사용하는 것이다.

### 지원형 리더십 스타일
리더가 업무 달성을 향해 부하직원의 노력을 촉구하고 지원하며 의사결정에 관한 책임을 부하와 나누는 리더십이다. 수행능력은 있지만 자신감 또는 의욕이 없는 사람에게는 지원형 리더십이 적합하다. 지원적인 행동을 주로 하고, 지시적인 행동을 부수적으로 하되 부하직원의 업무 수행에 원조하고, 그들의 제안을 경청하는 것이다. 리더는 부하직원들의 자신감을 북돋기 위해 격려하고 칭찬할 필요가 있다. 지원형 리더십이 필요한 사람에게는 업무 수행능력이 있기 때문에 지시적으로 나갈 경우에는 오히려 역효과를 낸다. 대신 새로운 목표를 제시해주고 의욕을 향상시킬 수 있는 원조가 필요하다.

### 위임형 리더십 스타일
리더가 의사결정과 문제 해결의 책임을 부하직원에게 위임하는 리더십이다. 수행능력과 의욕, 공헌도가 함께 높은 사람에게는 위임형 리더십이 적합하다. 이런 경우에는 리더가 일일이 지시하고 감독할 필요가 없고 스스로 알아서 할 수 있는 분위기를 만들어 주면 된다. 의사결정과 문제해결에 대한 책임을 직원들에게 전적으로 위임하는 것이다. 이런 경우에 가장 필요한 것은 따르는 사람에 대한 신뢰와 인정이다.

## 성숙도 단계와 리더십 스타일의 대응 관계
앞서 봤던 성숙도와 리더십 스타일의 대응 관계는 아래와 같다.
- M1 (준비도가 낮음, 낮은 능력, 낮은 의지) ⇒ S1 (Directing/지시)

(( M1은 부하 직원들이 준비도 수준이 낮은 상황 즉 능력과 의지가 결여된 상황에서는 리더는 과업 지향적 행동에 중점을 두어야 하며, 관계 지향적 행동을 많이 해서는 안된다. 다시 말하면 리더는 리더십 스타일 중 S1(지시형) 스타일을 취해야 하는데 이 스타일은 리더가 팀원들의 역할을 정의하고 목표, 기준 및 절차를 세우는 데 매우 지시적이고 전제적이어야 한다는 것이다.
- M2 (중간 준비도, 낮거나 다소 있는 능력, 높은 의지) ⇒ S2 (Coaching/코칭)
  - M2는 부하 직원들이 중간 정도의 준비도를 가지고 있는 상황이다. 이런 중간 정도의 준비도를 가지고 있는 상황에서는 리더는 관계 지향적 행동을 취해야 한다. M2는 능력은 낮지만 의지가 높기 때문에 리더십 스타일 중 S2(코치형) 스타일을 취해야 하는데 이 스타일은 리더가 계속 지시와 명령을 내리고 업무 수행을 면밀하게 감독을 하지만, 결정 사항에 대해서는 설명하고 직원의 제안을 받아들여 전진할 수 있도록 원조하는 리더십이다. 설득형은 명령과 원조 모두를 포함한다.

- M3 (중간 준비도, 다소/할 수 있는 능력, 낮은 의지) ⇒ S3 (Supporting/지원)
  - M3는 부하 직원들이 중간 정도의 준비도를 가지고 있는 상황이다. M2와 비교해선 리더는 M2보다 더욱 관계지향적 행동을 취해야 한다. M3는 능력은 높지만 의지가 낮기 때문에 리더십 스타일 중 S3(지원형) 스타일을 취해야 하는데 이 스타일은 리더가 업무 달성을 향해 부하의 노력을 촉구하고 지원하며 의사결정에 관한 책임을 부하와 나누는 리더십이다. 수행능력은 있지만 자신감 또는 의욕이 없는 사람에게는 지원적 리더십이 적합하다. 지원적 리더십이 필요한 부하 직원에게는 업무 수행능력이 있기 때문에 지시적으로 나갈 경우에는 오히려 역효과를 낸다. 대신 새로운 목표를 제시해주고 의욕을 향상시킬 수 있는 원조가 필요하다.

- M4 (높은 준비도, 높은 능력, 높은 의지) ⇒ S4 (Delegating/위임)
  - M4는 부하 직원들의 준비도가 높은 상황이고 이 상황에서는 리더는 업무가 어떻게 수행되어야 하는가를 결정하는 책임을 부하 직원들에게 위임하여야 하고, 부하 직원들이 상당한 자율성을 갖도록 허용하여야 한다는 것이다. M4는 능력도 높고 의지도 높기 때문에 리더십 스타일 중 S4(위임형) 스타일을 취해야 하는데 이 스타일은 리더가 의사결정과 문제 해결의 책임을 직원에게 맡기는 리더십이다. 수행능력과 의욕이 함께 높은 사람에게는 위임형 리더십이 적합하다.

각각의 성숙도에 따른 리더십 스타일의 유효성을 나타내면 다음과 같다.

## 한계
이러한 이론은 다른 상황적 리더십 이론들과 달리 이해하기 쉬우며 사용하기 쉬운 이론이기 때문에 실무자들에게 많은 인기를 끌었던 이론이다. 이는 실무적으로 활용되던 이론이 학문적 체계 속으로 들어온 예이기도 하다. 하지만 여러 측면에서 문제점을 발견할 수 있다.

### 상황변수 개념의 모호성
우선, 이 이론의 가장 큰 문제점은 상황변수 자체의 개념적 모호성이다. 앞서 언급한 바와 같이 상황변수로써의 부하직원의 성숙도는 부하직원의 노력과 의지로 구성된다. 그리고 이는 각각의 정도에 따라 부하직원의 성숙도는 크게 4가지로 나뉜다. 이렇게 부하직원의 성숙도를 판단결과를 바탕으로 리더는 부하직원의 성숙도 단계에 적합한 리더십을 발휘해야 효과적인 리더십을 발휘할 수 있다. 하지만 가장 높은 단계인 M4와 가장 낮은 단계인 M1 단계를 제외하고, 중간 단계인 M2와 M3 중 어느 것이 더 높은 성숙도인지를 밝히는 것이 애매하다는 것이다. 즉 M2와 M3 중 어느 것이 더 높은 단계인지에 대한 명확한 구분점이 없다는 것이다. 이러한 점을 보완하기 위해서 상황변수는 부하직원의 성숙도, 발달단계, 준비성의 정도로 수정 및 발전되어 왔지만, 매번 개념이 명확하지 못하여 많은 비판을 받아왔다.

### 상황변수의 제한적 문제점
상황적 리더십 이론에서 다른 상황변수들도 중요하지만 구체적으로 성숙도나 준비성만을 고려한 것은 일면 타당하다. 하지만 특정과업 중심적인 상황변수는 지나치게 구체적이라고 말할 수 있다. 특정과업을 수행할 때만 나타나는 성숙도나 준비성으로 범위를 더욱 좁히는 것은, 이론의 추상적인 면에서 문제가 있는 것으로 보여 진다. 예를 들어 상황이론이 가지는 고유한 특성에 비추어 본다면, 상사와 부하직원의 특성이나 동료와 상사의 관계 등 오직 성숙도라는 상황변수만을 고려한 것은 그다지 큰 문제가 되지 않을 수 있다. 그러나 특정과업을 수행할 때만 나타나는 성숙도나 준비성으로 범위를 더욱 좁히는 것은 이론의 추상적인 측면에서 문제가 있는 것으로 보인다.

### 현실 단순화 문제점
또한, 이 이론은 상황을 단 한 가지로 단정지어 분석하는 이론이기에, 현실적으로 너무 단순화시켜 이해하려는 비판을 받고 있다. 이는 보다 중요한 상황변수들이 제외된 채 단지 부하직원의 성숙도라는 하나의 상황변수에 의존하여 리더십 과정의 모든 것을 설명하려는 것이 무리라는 것이다.

### 리더십 스타일과 부하직원의 성숙도 간의 모호한 관계
게다가 리더의 스타일과 부하직원의 성숙도 유형을 연결시켰지만 어떠한 적합화된 과정을 통하여 성과를 나타내는지에 대한 설명이 부족하다. 따라서 이론의 타당성을 검증한 연구들도 리더십 스타일 유형과 부하직원 성숙도 유형의 적합성이 성과에 미치는 효과에 대해 일관된 결과를 보이지는 않는 점을 통해서 한계점을 보이고 있다.

### 적정 수준의 보편성 부족
그리고 이론으로써의 적정 수준의 보편성을 가지고 있지 않다는 점에 대한 비판이 있다. 부하직원의 성숙도는 부하직원이 수행하고 있는 과업의 성격에 따라 달라 질 수 있게 된다. 만약 부하직원이 맡은 과업이 부하직원에게 생소하거나 어렵다면, 그 과업에 대해서는 성숙도가 낮아지게 된다. 더 나아가 동일한 부하직원이 수행하는 과업이 무엇인가에 따라서 그 부하직원의 성숙도는 달라진다. 그리하여 상황변수는 부하직원의 개인적 특성이라 이야기 할 수 없으며, 부하직원의 개인적 가치나 특성 등을 종합적으로 평가하는 점이 아니라는 점이다. 이론에 따르면 상황마다 다른 리더십 행동을 보여주어야 하고 부하직원의 성숙도에 따라 유연한 리더십 스타일을 활용해야 한다고 주장하였다. 하지만 부하직원마다 대응하기 쉽지 않고 이론이라는 전제하의 보편성이 부족하다는 점이 보완해야 할 점으로 작용되고 있다.

### 분석수준 관점에서의 문제점
상황적 리더십이론의 한계점은 분석수준 관점에서도 지적할 수 있다. 상황적 리더십 이론은 분석수준 관점에서 크게 개인 수준과 집단 수준으로 나누어 볼 수 있다. 이는 각 수준에서 상황적 리더십 이론은 각기 다른 의미를 가진다. 그러나 기존 연구는 개인 수준에만 초점을 둠으로써 집단 수준이상으로 확장하여 연구하지 못하였다. 개인 수준의 변수로써 부하직원 개인의 성숙도가 있는 것처럼 집단에도 집단의 성숙도라는 개념이 있을 수 있다는 것이다. 리더가 개인 수준에 맞춘 개인 맞춤화가 아닌, 조직 내에서 집단 전체와 같이 업무를 수행하는 상황에서는 집단전체의 성숙도 정도에 따라 효과적인 리더행동이 달라야 한다는 것이다. 이론에 대한 분석이나 측정에 있어 서로 다른 수준의 변수들을 동일하게 취급하게 되면 ‘집단의 오류(Biases of aggregation)'를 범할 수 있다. 이러한 오류를 범하지 않기 위해서는 연구의 주제가 되는 현상이 어떤 수준에서 발생하는지를 명확하고 정확히 할 필요가 있음을 지적받고 있다.

## 상황적 리더십 이론 Ⅱ
허시와 블랜차드의 상황적 리더십 이론은 그 자체가 지닌 문제점과 한계점 때문에 비판을 받았다. 그래서 1985년에 상황적 리더십 모델에 수정을 가한 Leadership and the One Minute Manager을 출간하게 된다. 여기서 그들은 팀원의 성숙도(Maturity)라는 상황조절 변수를 팀원의 발달 단계 (Development Level)라는 용어로 고쳐 사용했으며, 그 수준에 대한 의미도 일부 다르게 정의하였다.
이 모델의 기본적인 틀은 상황적 리더십 모형Ⅰ과 다를 바가 없다. 즉, 리더의 행동도 지시 행동과 지원 행동으로 구분하고 그 내용 역시 같은 의미로 사용하고 있다. 그러나 "팀원의 성숙도"는 "팀원의 발달단계"이라는 용어로 사용하고 있을 뿐만 아니라 그 의미도 역시 팀원의 성숙도와는 다른 것이다. 상황적 리더십 모형Ⅰ의 성숙도에서 사용하였던 개념은 능력과 의지였지만 이 모델에서 사용하는 팀원 발달단계의 개념은 역량(Competence)과 의욕(Commitment)이라는 두 가지 차원으로 구분한다.
역량(Competence)은 과업에 대한 지식과 기술을 의미한다. 역량은 성과에 의해 평가되며, 적합한 지시나 지원을 받으면 향상될 수 있다. 역량은 정규교육이나 OJT, 경험 등을 통해 획득할 수 있다. 경험은 이전의 직업에서 얻은 전이 가능한 기술을 포함한다. 예를 들면 계획하고 조직하고 문제를 해결하고, 원만한 의사소통을 할 수 있는 능력을 일컫는다. 이러한 기술들은 여러 과업들에 사용될 수 있는 일반적으로 필요한 능력들이다.
의욕(Commitment)은 목표나 과업에 따른 개인의 동기부여와 자신감의 조합이다. 동기 부여는 특정과업을 하는 데에 있어서 개인이 가진 흥미와 열정의 정도를 말한다. 일에 대한 열정과 흥미가 있게 되면 주의력이 높아지고 활동이 활발해지는 등, 에너지 발산이나 얼굴 표정, 말 등을 통해서 행동으로 나타나게 된다.
자신감은 업무능력에 대해 스스로 신뢰하는 정도이다. 만약 동기부여나 자신감이 부족하면 전체적으로 의욕은 낮아진다.
역량과 의욕은 각각의 조합 형태에 따라 4가지의 발달단계로 분류하며 이를 그림으로 표시하면 좌측 그림과 같다.
개인이 갖는 최종 목표는 독립적으로 과업을 수행할 수 있는 단계에 도달하는 것이며, 각 발달단계에 따라 개인은 독특한 요구를 갖는다.

### 스타일과 성숙도 간 대응 관계
- D1 단계의 팀원은 의욕은 있지만 역량이 부족한 상태이므로 리더는 높은 지시 행동을 하여야 한다. 따라서 리더십 스타일 중 S1(지시)형 스타일을 취하며 리더는 부하직원의 역할과 목표에 대해서 상세한 지시를 하고, 성과를 면밀히 관찰한다. 그리고 대부분 의사결정은 리더가 한다.

- D2 단계의 팀원은 역량과 의욕이 낮은 상태이므로 높은 지시와 지원을 하여야 한다. 따라서 리더십 스타일 중 S2(코칭)형 스타일을 취하며 리더는 높은 지시 행동과 높은 지도 행동을 취하며 행동리더는 결정 사항을 설명하고 팀원의 아이디어를 구하고 옳은 행동에 대해 칭찬을 하고 업무 성과에 대해 계속적인 지시를 한다. 최종 결정은 리더가 하지만 팀원이 제안한 아이디어에 대해서도 심사숙고 한다.

- D3 단계의 팀원은 역량은 있지만, 의욕에 있어서 안정적이지 못하므로 리더는 높은 지원을 하여야 한다. 따라서 리더십 스타일 중 S3(지원)형 스타일을 취하며, 지원형 스타일은 높은 지원 행동과 낮은 지시 행동을 하며 리더는 부하직원이 독립적으로 의사를 결정하고. 문제 해결을 할 수 있도록 지원, 격려하고 팀원의 말을 경청하고 아이디어를 유도해낸다.

- D4 단계의 팀원은 역량과 의욕 모두 높은 수준에 있으므로 리더는 지시나 지원을 거의 할 필요가 없다. 따라서 리더십 스타일중 S4(위임)형 스타일을 취하며 리더는 부하직원이 독자적으로 행동할 수 있도록 권한을 위임하고, 목표가 성취될 수 있도록 적합한 자원을 제공한다.[20]

### 한계
이렇게 초기의 이론에 대한 한계점 및 문제점에 대한 피드백을 재빠르게 수정하여 발전된 이론을 세웠다는 점에서 상황적 리더십 이론은 긍정적인 평가를 받고 있다. 하지만 상황변수가 성숙도에서 발달단계로 대체하였음에도 불구하고 기존의 상황변수와의 개념과 큰 차이가 없다는 문제점을 가지고 있다. 역량이 능력을 포함한 개념이라고 설명하고 있다. 그러나 사실상 크게 다른 차이점을 보이지 않는 유사한 용어라는 점에서도 비판의 대상이 되었다. 이는 개념상의 논리적 불일치가 있다고 지적되는 부분이다.

## 상황적 리더십 이론 Ⅰ과 Ⅱ의 차이점
부하직원에 대한 변수의 차이는 각 이론에서 쓰이는 용어나 용어의 개념에서 차이가 있다. 즉 상황적 리더십 이론Ⅰ은 성숙도(Maturity)라는 변수에 능력(Ability)과 의욕(Willings)이라는 하위 변수를 두고 있는 반면, 상황적 리더십 이론Ⅱ 에서는 발달 단계(Development Level)의 변수에 역량(Competence)과 의욕(Commitment)의 하위 변수를 사용하고 있다. 또한 각각의 개념 정의도 차이가 있다. 밑의 표는 각 이론의 부하직원에 대한 변수에 대한 개념을 비교해놓은 표이다.
또한 밑의 표에서 알 수 있듯 부하직원변수 즉, 발달단계(준비도)의 정의에 따라 리더십 스타일도 차이를 보이고 있다.
이상과 같이 허시와 블랜차드가 개발한 상황적 리십 이론Ⅰ과 블랜차드가 다시 개정 보완한 상황적 리더십 이론Ⅱ는 여러 개념에서 다르게 정의하고 있다. 그러나 가장 중요한 것은 급변하는 경영환경 패러다임에 어느 모델이 기업의 현실을 적용했을 때 효과를 내느냐의 문제이다.
첫째, 경영환경 패러다임이 변함에 따라 기업에서 채용하는 신입사원의 수준은 다르다. 현대의 인사는 상황적 리더십 이론Ⅰ 모델에서 제시하는 것처럼 M1단계에 있는 낮은 능력과 낮은 의욕의 수준을 가진 사람은 입사 자체를 할 수 없다. 적어도 특정 업무에 대한 지식이 부족하더라도 의욕만큼은 높은 상황적 리더십 이론Ⅱ의 D1단계의 사람을 채용할 가능성이 많기 때문이다. 왜냐하면 지식이나 기술은 부족하나 의욕이 있는 사람은 노력을 통해 특정 지식이나 기술을 습득하면 업무성과를 낼 수 있기 때문이다. 따라서 상황적 리더십 이론Ⅱ 모델이 현실적으로 더 적합한 모델인 것이다.
둘째, 상황적 리더십 이론Ⅰ 모델에서는 성숙도 1단계(M1)에서 낮은 능력과 낮은 의욕을 가지고 있는 부하직원에게 리더는 지시행동도 해야 하고 지원행동도 해야 하는 리더십 스타일 을 발휘해야 업무성과를 높일 수 있으나 높은 지시행동, 낮은 지원행동을 하는 리더십 스타일을 발휘하기 때문에 의욕이 떨어진 상태에서 업무를 할 수 밖에 없어 단기적으로는 업무성과는 높아지나 심리적 갈등이나 사기는 저하될 가능성이 있어 장기적으로 보면 업무성과가 떨어지거나 기타 문제가 발생할 가능성이 높다. 따라서 역량이 낮고 의욕이 높은 부하직원에게 높은 지시행동과 낮은 지원행동의 지시리더십 스타일을 발휘하는 상황적 리더십 이론Ⅱ 모델이 현실적으로 더 적합하고 성과도 높아질 것이다.
셋째, 어느 정도의 시간이 지나면 의욕은 떨어질 수도 있고 때에 따라서는 올라갈 수도 있다. 부하직원의 적성에 적합하지 않은 업무라든지, 업무의 비전이나 가치가 없다고 인식한다든지, 상사와의 마찰이나 갈등 등으로 인해 의욕은 떨어질 수도 있다. 하지만 어느 정도의 시간이 지나도 지식이나 기술이 높아지게 마련이고 높아지지 않으면 그 사람은 문제가 있거나 그 조직에 존재할 이유가 없다. 따라서 상황적 리더십 이론Ⅰ 모델의 M2는 현실적이지 않기 때문에 의욕은 떨어질 수 있지만 역량만큼은 다소 높아진 상황적 리더십Ⅱ 모델이 더 현실적으로 적합하고 적용되었을 때 성과가 있을 것이다.
넷째, 80년 후반부터 세계적으로 유명한 잡지인 Fortune지가 선정한 GE, MS, IBM 등 500 기업의 부분이 상황적 리더십 I모델에서 상황적 리더십Ⅱ 모델로 바꾸어 적용하고, 실제적으로 성과를 내고 있다.
두 모델 모두 검증을 통해 실제 직무환경에서 성과를 내고 있는 모델이지만 변화하는 현대 경영환경 패러다임에 적응할 수 있는 유연성을 갖추어야 한다. 업무성과나 생산성이라고 하는 현실을 무시한 모델은 더 이상 필요가 없기 때문이다.

## 같이 보기
- 동기-위생 이론
- 관리 격자 모델
- 상황이론